# بحيرة تشلوة
بحيرة تشلوة (بالإنجليزية: Lake Chilwa)‏، هي ثاني أكبر بحيرة في مالاوي بعد بحيرة مالاوي. تقع في شرق مقاطعة زومبا، بالقرب من الحدود مع موزمبيق. تمتد بطول 60 كم تقريباً وعرض 40 كم، تحيطها الأراضي الرطبة. توجد جزيرة كبيرة في وسط البحيرة تسمى جزيرة تشيسي.
ليس للبحيرة مصب، ويتأثر مستوى الماء بشكل كبير بالأمطار الموسمية وتتبخر المياه صيفاً. عام 1968 اختفت البحيرة أثناء موجة جفاف غير مفاجئة. عندما زارها ديفيد ليفينغستون عام 1859، قال أنه حدودها الجنوبية تصل حتى جبل مولانجه، مما يجعلها أطول ب20 ميل من طولها الحالي. الوكالة الدنماركية للتنمية الدولية عملت على ضمان الحفاظ على البحيرة وأراضيها الرطبة.